# Halipeurus kermadecensis
Halipeurus kermadecensis är en insektsart som först beskrevs av Johnston och Harrison 1912.  Halipeurus kermadecensis ingår i släktet Halipeurus och familjen fjäderlöss. Inga underarter finns listade i Catalogue of Life.